# Årstads kyrka
Årstads kyrka är en kyrkobyggnad som sedan 2010 tillhör Susedalens församling (tidigare Årstads församling) i Göteborgs stift.
Den ligger i Årstad omkring 15 kilometer öster om centralorten i Falkenbergs kommun.

## Historia
Den äldsta kyrkan, byggd i romansk stil under 1100-talet, var omkring 35 x 12 meter. Höjden till valvet var drygt 7 meter. Den hade någon gång före 1786 utökats åt öster. Tornet var av trä. Den fyrsidiga predikstolen från 1594 med nischer för evangelisterna och är numera deponerad på Hallands konstmuseum. Korväggen och altartavlan var målade av hovmålaren Pehr Hörberg. I mars 1888  fick församlingen tillstånd att sälja sin gamla orgel och bänkarna med undantag av tre skulpterade delar från Sannarp säteris bänkar.

## Kyrkobyggnad
Dagens kyrka uppfördes 1888-1890 på den gamla kyrkans grund efter ritningar i i nygotisk stil utförda av arkitekten Claes Grundström. Byggnaden har oputsade fasader av grovhuggen granit i kvadrar och murarna stöds av strävpelare. Murarna genombryts av spetsbågiga fönsteröppningar. Koret är jämnhögt med långhuset och halvrunt avslutat. Tornet i väster är högt och smalt  och prytt med fialer och spira. 
Interiör med tegelslagna kryssvalv och tre läktare. Ursprungligen hade kyrkan tre stora målade fönster i koret. Från början gick färgsättningen i blått och lila medan träinredningen var brunmålad. Vid en genomgripande renovering 1912 målades interiören om till vitt och guld. En omfattande renovering som dämpade den nygotiska karaktären utfördes 1959. Korfönstrens glasmålningar ersattes med tonade rutor i ramverk och den södra läktaren togs bort. Den nuvarande ljusa färgsättningen tillkom. 

## Inventarier
- I koret finns en av landets största altartavlor föreställande den tolvårige Jesus i templet. Den målades 1786 av Pehr Hörberg för den gamla kyrkan och renoverades 1926.
- Krönskulptur till altartavlan samt series pastorum utfördes 1959 av Erik Nilsson, Harplinge
- Nattvardskalk från 1500.
- En vindflöjel från 1776 är bevarad.
- Framför orgelläktaren hänger en basungängel i rokoko.
- Ett av få medeltida sigill från Halland kommer från Årstad. Det användes av sockenprästen Nils Anderssen i början av 1400-talet.

### Orglar

#### Läktarorgel
Den första orgeln var byggd 1802 av Lars Strömblad. Den ersattes 1889 av ett instrument tillverkat av Salomon Molander. Den byggdes om 1936 av Bo Wedrup och försågs med en Zymbal, en gemshorn 4 i Man I samt en Larigot i Man II. En restaurering utfördes 1999 av Åkerman & Lund Orgelbyggeri. Dagens mekaniska orgel har tjugo stämmor fördelade på två manualer och pedal.

#### Kororgel
Nära koret står en mekanisk orgel byggd 1986 av Mårtenssons orgelfabrik med sju stämmor fördelade på manual och pedal.

## Bilder

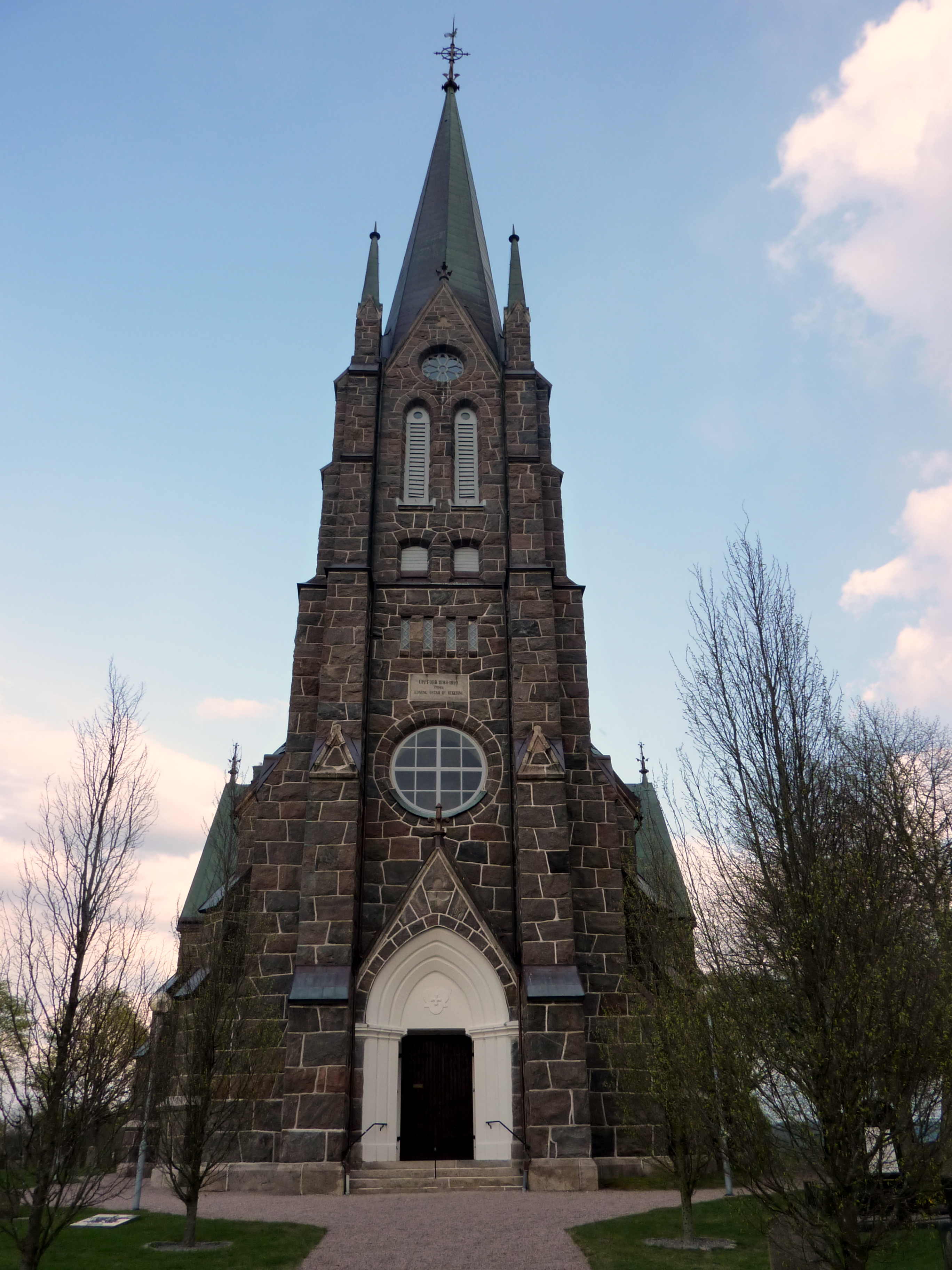
Exteriör
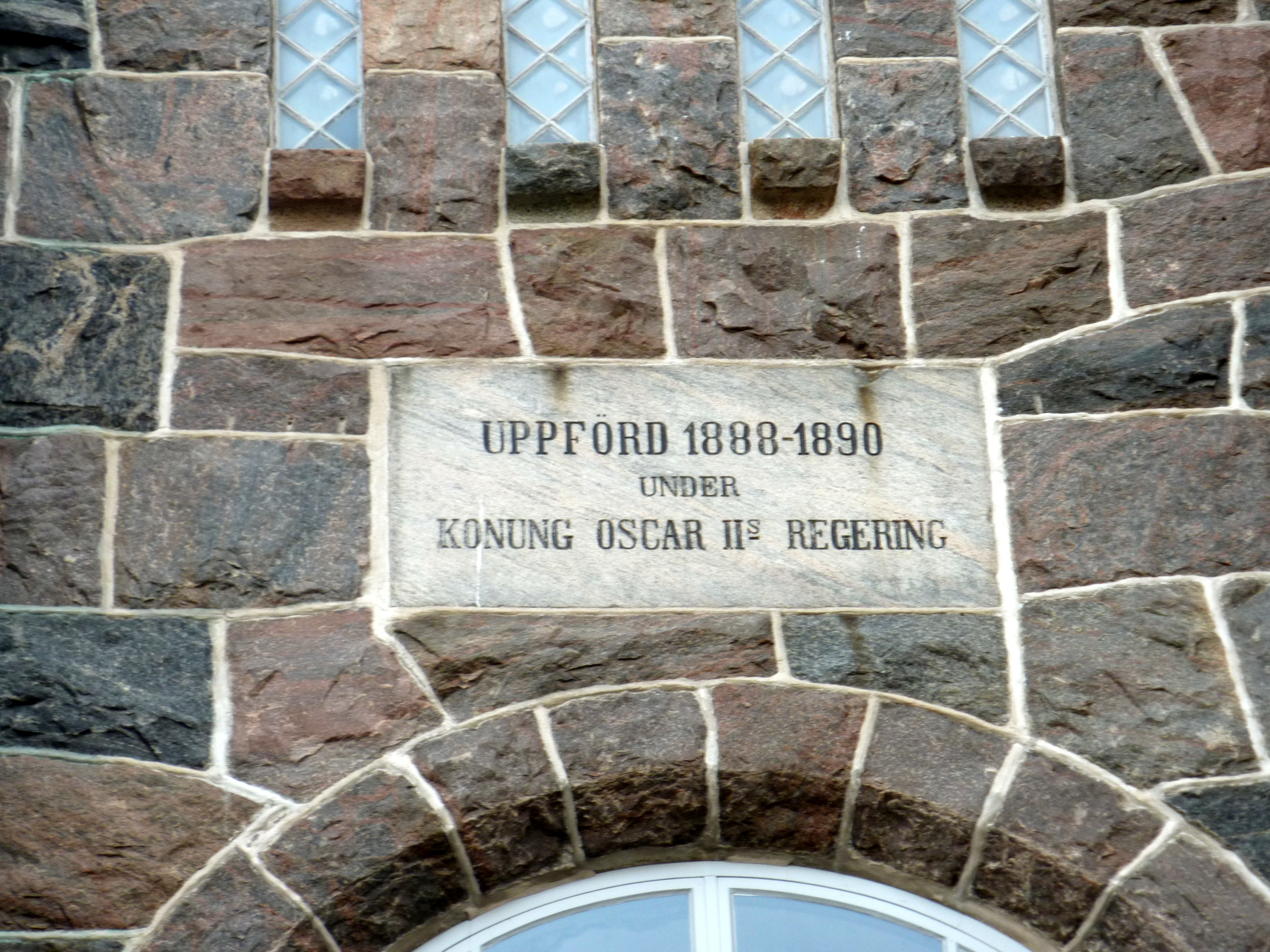
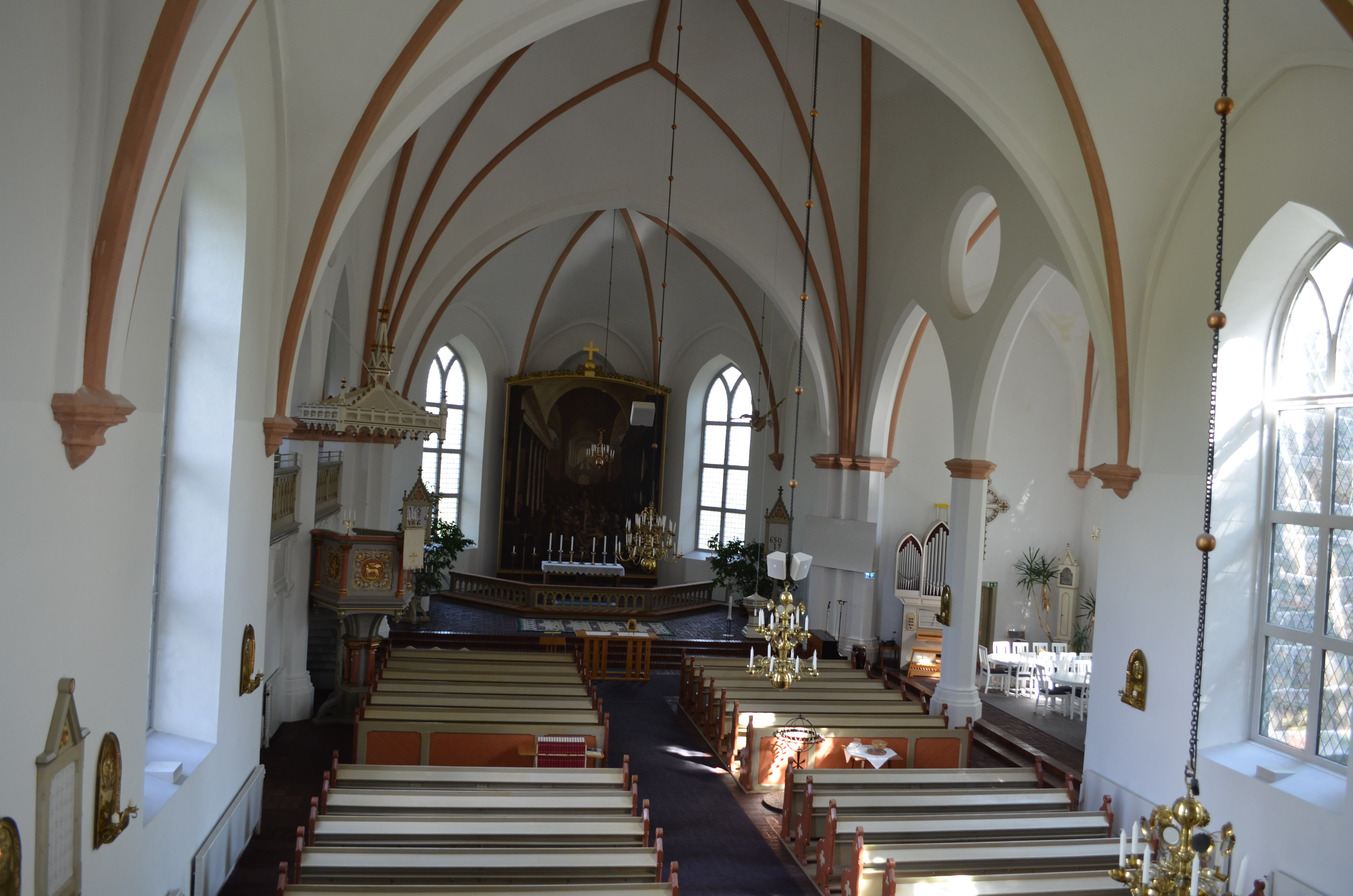
Interiör mot koret
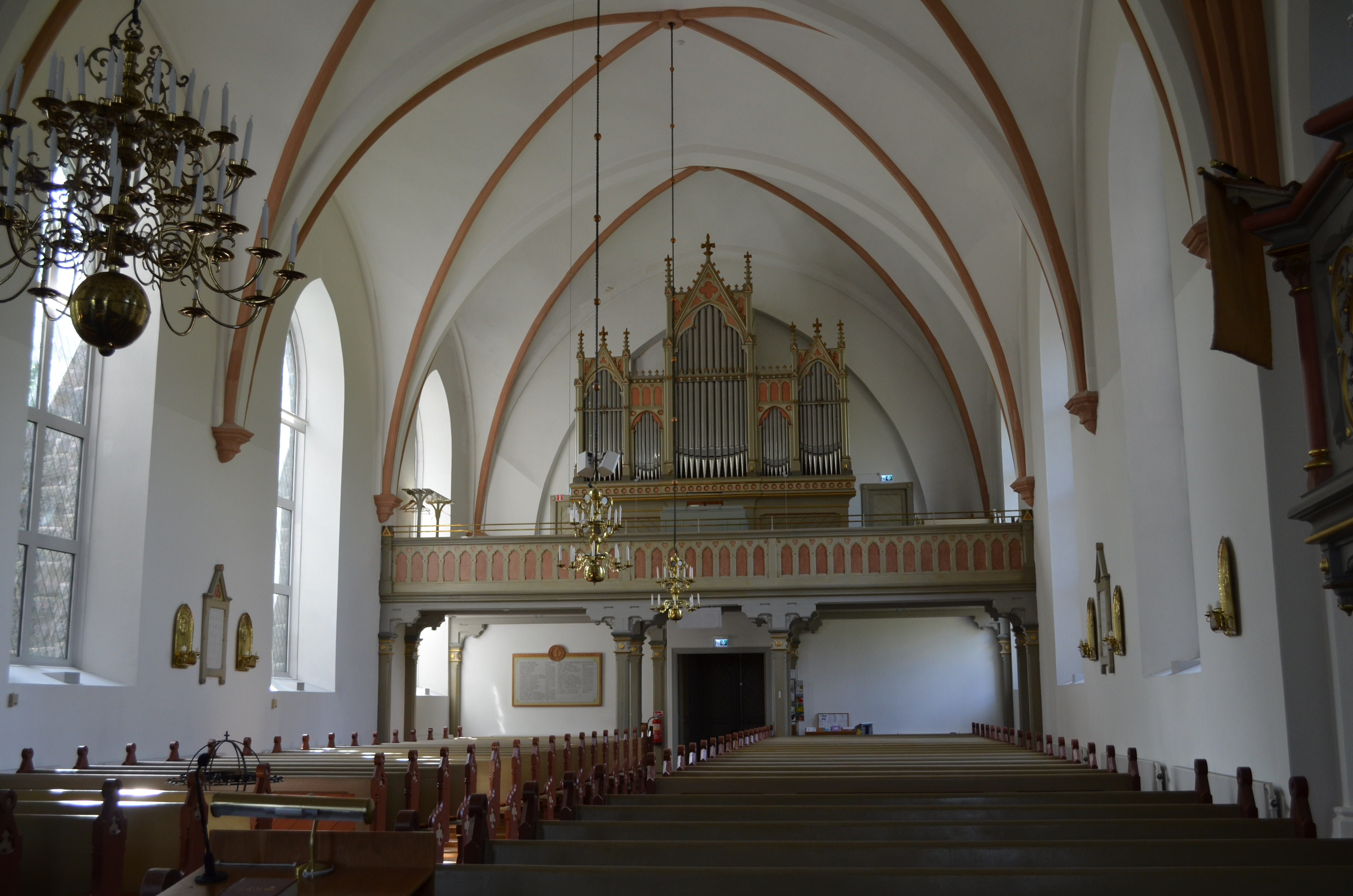
Interiör mot orgelläktaren
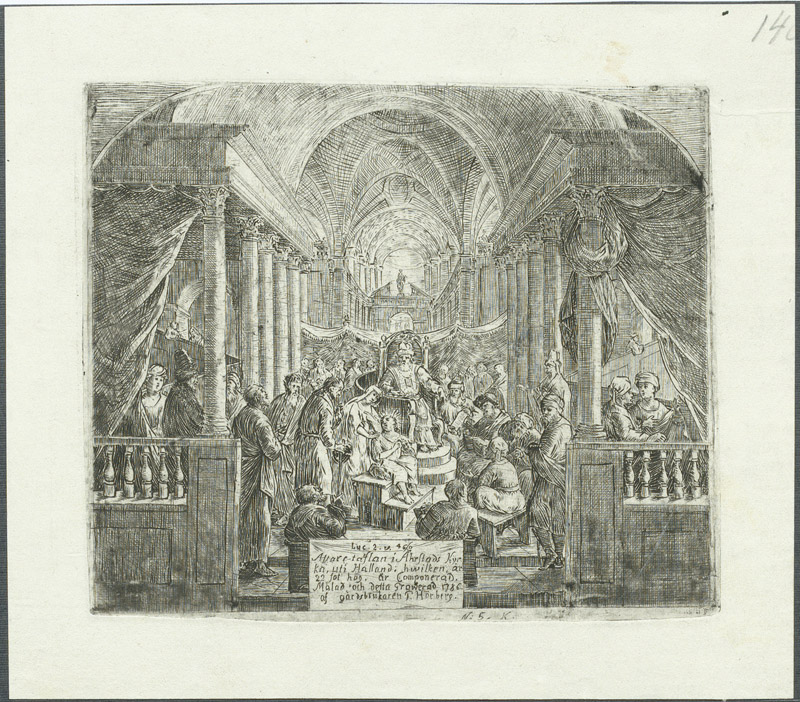
Altartavlan på etsning utförd av Pehr Hörberg 1786.